# Contea di Hale (Texas)
La contea di Hale in inglese Hale County è una contea dello Stato del Texas, negli Stati Uniti. La popolazione al censimento del 2010 era di 36 273 abitanti. Il capoluogo di contea è Plainview. La contea è stata creata nel 1876 ed organizzata nel 1888. Il suo nome deriva dal tenente John C. Hale, un eroe della battaglia di San Jacinto. Il procuratore distrettuale della contea è Wally Hatch.

## Geografia fisica
| Anno | Popolazione | ±%     |
| ---- | ----------- | ------ |
| 1890 | 721         |        |
| 1900 | 1.680       | 133,0% |
| 1910 | 7.566       | 350,4% |
| 1920 | 10.104      | 33,5%  |
| 1930 | 20.189      | 99,8%  |
| 1940 | 18.813      | −6,8%  |
| 1950 | 28.211      | 50,0%  |
| 1960 | 36.798      | 30,4%  |
| 1970 | 34.137      | −7,2%  |
| 1980 | 37.592      | 10,1%  |
| 1990 | 34.671      | −7,8%  |
| 2000 | 36.602      | 5,6%   |
| 2010 | 36.273      | −0,9%  |

Secondo l'Ufficio del censimento degli Stati Uniti d'America la contea ha un'area totale di 1005 miglia quadrate (2600 km²), di cui 1005 miglia quadrate (2600 km²) sono terra, mentre 0,1 miglia quadrate (0,26 km², corrispondenti allo 0,01% del territorio) sono costituiti dall'acqua.

### Strade principali
- Interstate 27
- U.S. Highway 87
- Interstate 27 Business
- U.S. Highway 70
- State Highway 194

### Contee adiacenti
- Swisher County (nord)
- Floyd County (est)
- Lubbock County (sud)
- Lamb County (ovest)
- Castro County (nord-ovest)
- Hockley County (sud-ovest)
- Crosby County (sud-est)